# Georgios Fytalis
Georgios Fytalis (griechisch Γεώργιος Φυτάλης, * 1830 in Ysternia auf Tinos; † 1901 in Athen; auch als Phitalis, Phytales, Phytalis, Fitalis oder Vitalis transkribiert) war einer der bedeutendsten griechischen Bildhauer des 19. Jahrhunderts.

## Leben
Fytalis stammte, wie auch die anderen großen griechischen Bildhauer des 19. Jahrhunderts, Giannoulis Chalepas und Dimitrios Filippotis, von der Ägäisinsel Tinos. Die Familie von Fytalis war in der Kunst tätig. Fytalis hatte drei Brüder. Ioannis war Architekt, Lazaros (1831–1909) war Bildhauer und Markos (1834–1884) war Bildhauer und Maler.

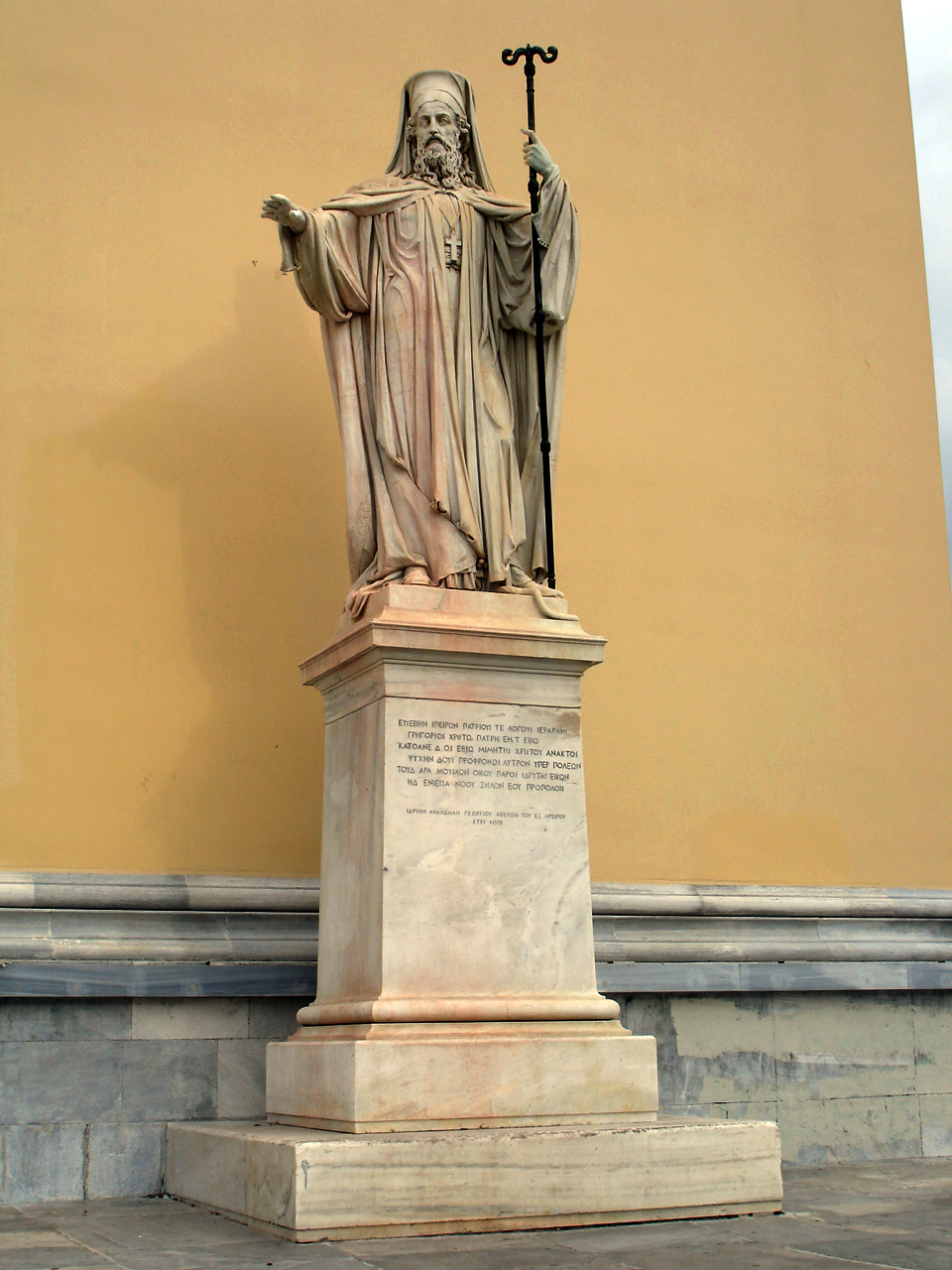
Patriarch Gregor V.

Fytalis studierte von 1846 bis 1857 an der Kunsthochschule in Athen Bildhauerei. Noch während seines Studiums schuf er gemeinsam mit seinem Bruder Lazaros mehrere Werke in unterschiedlichen Bereichen. 1859 wurde er zum Professor für Bildhauerei an der Kunstschule ernannt. Im Jahr 1860 eröffneten er gemeinsam mit seinen Brüdern Lazarus, Ioannis und Markos eine Werkstattmit dem Namen „Andriantopaifion“ gegenüber der Kirche Zoodochos Pigi in Athen. Er arbeitete eng mit Lysandros Kaftantzoglou zusammen, nach dessen Entwürfen er und sein Bruder Lazaros viele Skulpturen fertigten. Charakteristisch für seine Werke sind die Plastizität, die Ausgewogenheit der Volumina und generell die Vermeidung klassizistischer Kälte. Fytalis stellte neben Statuen auch Büsten und Grabmonumente her.
Zu seinen Werken zählt u. a. die Statue des Ökumenischen Patriarchen von Konstantinopel Gregor V. Dazu berichtete die Zeitschrift Organ für christliche Kunst 1873 folgendes:

„Alexandria (Denkmäler.) Der griechische Bildhauer Phytalis hat als Stiftung des reichen Banquiers Averof in Alexandria ein Standbild des Patriarchen Gregor V. von Konstantinopel in Marmor ausgeführt, des ersten Märtyrers für den griechischen Freiheitskampf, der am 25. März 1821 in Konstantinopel erdrosselt und erhängt worden war. Die Enthüllung des Monuments erfolgte an dem genannten Tage (6. April neuen Styls) auf dem Universitätsplatz von Athen in Gegenwart nicht nur des griechischen Hofes, sondern auch des Grossherzogs von Mecklenburg-Schwerin und seiner Tochter. Die der glänzenden Feier entsprechende Rede hielt der als Dichter wie als Gelehrter hochgeachtete Rector der Hochschule, Aristides Valaoritis.“

## Werke (Auswahl)

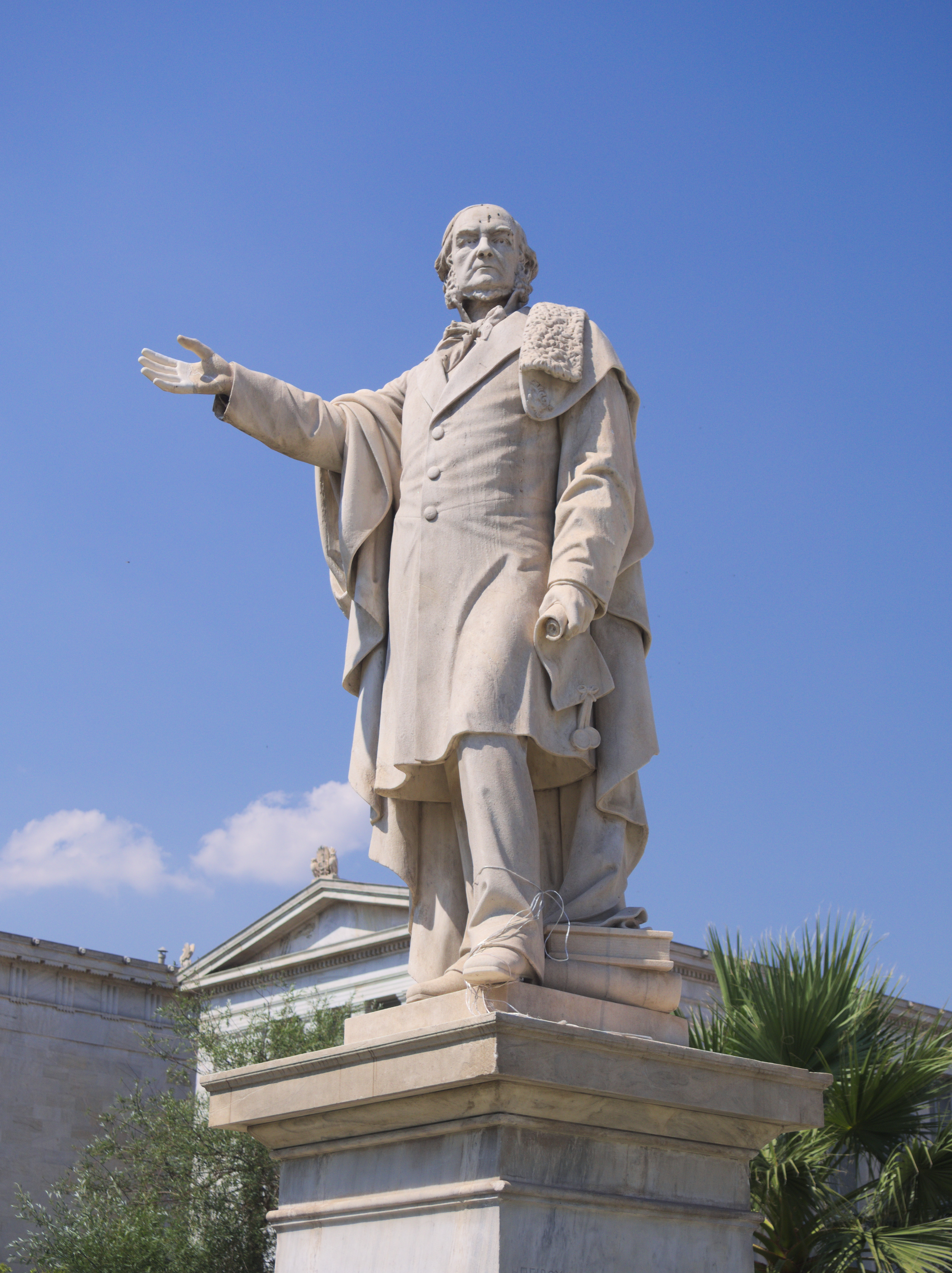
Statue von William Gladstone

Die Werke von Georgios und Lazaros waren unter anderem  1855 auf der Weltausstellung in Paris und 1862 in London zu sehen. Die Brüder schufen zahlreiche Statuen, Basreliefs und Büsten, darunter:
- Flageolett spielender Hirte
- Hitrte mit einem Zicklein
- Statue von Michael Tossitza (eines reichen Rumänen aus Mazedonien)
- 1855: Ein Soldat Marmorstatue im Palais des Beaux-Arts[4]
- 1857: David mit der Schleuder
- Marmorstatue des Patriarchen Gregor V. im Skulpturenpark von Athen vor dem Gebäude der alten Universität von Athen[5]
- 1886: Statue von William Gladstone